# 黄 (春秋)
黄（こう）は、殷・周代の諸侯国。爵位は子爵。国君は嬴姓。国民は東夷の黄夷の末裔である。殷代に黄夷が淮水の浜に建立した国家。周人が殷を滅ぼすと黄人は帰服し、領土を安堵された。出土した東周時代の黄や関連する青銅器によると、嬴姓の黄は姫姓の曾等と婚姻関係を結んでいた。
先秦時代には複数の黄が存在していた。現在の山西省境内にも臺駘の末裔の黄が存在し、晋によって滅亡した
。本文が記述する諸侯国は河南省潢川県隆古郷の黄である。

## 歴史
『竹書紀年』には「（夏）后相即位、二年、征黄夷」とある。
黄の歴史については『春秋左氏伝』に詳しく、桓公八年（紀元前704年）が始見である。当時楚は勢力が強まっており、楚の地に諸侯を集めたが、黄・随の二国は参加しなかった。結果、漢陽（漢水の北）の随は討伐を受け、淮水の黄は距離が遠いお陰で、討伐からは免れたが、楚の斥責を受けた。
紀元前675年、楚の文王は黄を討伐した。面對勢力已拡張到淮河中上游的楚国、黄国採取依靠強斉抵禦強楚的策略。紀元前658年、黄は宋において行われた対楚の為の会盟を斉・宋・江・黄の四国で結んだ。第二年、四国は陽穀で会盟した。紀元前655年秋、黄・江の二国は陳を討伐した。その頃、斉は覇者の地位を形成しており、淮域の諸国は楚に叛して斉についた。楚も覇を唱えるために北上路線を取り、黄の姻親の小国の弦を滅ぼした。弦の君主の弦子は黄に逃奔した。6年後の紀元前649年冬、楚は「黄人不帰楚貢（黄の人が楚に貢を出さない）」ので出師し黄を伐した。半年後の紀元前648年夏、黄は楚によって滅ぼされた。

## 黄国故城
黄国故城は河南省信陽市潢川県北西6キロメートルの隆古郷に位置する。城址は長方形で、周長は6700メート、城壁は残っている部分で5~7メートルあり、西周から春秋時代に造られた。黄国故城の西南約20キロメートルの光山県宝相寺一帯に黄の貴族の墓地が発見された。1983年には黄君孟夫婦の墓、1988年には黄季佗の父の墓が発掘された。黄の領域内の羅山・光山・潢川等の地からは貴重な黄国文物が出土しており、春秋時代早期のものと見られている。